# قالی آباده
قالی آباده گونه‌ای قالی ایرانی است که در همین خطه یافت و تولید می‌شده‌است. ودرتوابع آن که شامل صغاد، بهمن، فیض آباد و غیره یافت می‌شود. تا چند سال پیش حدود۱۵۰۰۰بافنده بروی دارهای قالی به بافندگی مشغولند و نقش‌های این فرش کهنیومد.
ایلاتی قشقایی لرهای بوانات افشاروحتی ایلات کردالهام گرفته شده و همچنین طرحهای از قفقازدیده می‌شود. باهمه اینها طراح وب‌افنده آبادهای نه تنها به تقلیداز این طر حها پرداختهبلکه با ابتکار خودوذوق سلیقه آذینه‌های ایل‌اتی و موتیفهای شهر پسندرا در هم می آمیزدو به نوآوری درطرح می‌پردازد. فرش‌های آباده اکثراَدرسبک شاخه شکسته باطرح‌های گلدانی، محرمات ضلل السلطانی بته ای کردستانی (بتهٔ هشت پر) بافته می‌شوند. نقشه قالیچه‌های آباده را هیبتلو می‌نامند.